# Torneo di Wimbledon 1886
Il Torneo di Wimbledon 1886 è stata la 10ª edizione del Torneo di Wimbledon e prima prova stagionale dello Slam per il 1886.
Si è giocato sui campi in erba dell'All England Lawn Tennis and Croquet Club di Wimbledon a Londra in Gran Bretagna. 
Il torneo ha visto vincitore nel singolare maschile il britannico William Renshaw
che ha sconfitto in finale in 4 set il connazionale Herbert Lawford con il punteggio di 6–0 5–7 6–3 6–4.
Nel singolare femminile si è imposta la britannica Blanche Bingley Hillyard
che ha battuto in finale in 2 set la connazionale Maud Watson.
Nel doppio maschile hanno trionfato William Renshaw e Ernest Renshaw.

## Risultati

### Singolare maschile
William Renshaw ha battuto in finale  Herbert Lawford con il punteggio di 6–0 5–7 6–3 6–4

### Singolare femminile
Blanche Bingley ha battuto in finale  Maud Watson con il punteggio di 6–3, 6–3

### Doppio maschile
William Renshaw /  Ernest Renshaw hanno battuto in finale  Claude Farrer /  Arthur John Stanley con il punteggio di 6–3, 6–3, 4–6, 7–5